# フリッツ・エンケ
エルンスト・アウグスト・フリードリヒ・エンケ、フリッツ・エンケ（Friedrich August Ernst Encke, Fritz Encke、1861年-1931年)は、ドイツの造園家、王家の庭園や都市菜園の監督官として、特にケルンで公園広場を設計し数多くの作品を残す。

## 代表作
現在ウィンターフェルト通りとモッツ通りの交差点になっている、ウィルヘルム2世の娘にちなんで名づけられたヴィクトリア・ルイーゼ・プラッツはエンケの設計に基いて建設されたもの。ケルンに赴任中、プランナーとして携わったのは公共庭園とフォルクスパルクなどで、ブリュッヒャーパーク、平和公園 （旧ヒンデンブルクパーク）、ベートーヴェンパーク、Klettenberg公園、フリッツエンケ公共公園、Vorgebirgs公園、フンボルト公園や河川公園ラインのフォルクスパルクなど。
ほか、都市林の拡大に関与していた。また1913年には、ケルン動物園拡張が彼の指示の下で行われた。
また、プレイエリアで多機能な市街広場と植物や花庭園植栽範囲をマンダーシャイトといったケルンの都市内で多数設計し、Bayenthalのビスマルク塔やSulzまたはLindenthalerのロルツィングの場所とスクエアの設計のためのアイデアを与えた。 
第一次世界大戦後までエンケは、彼の初期の作品でももちいていた大都会における社会的な緑の普及に努め、特に郊外で、彼の設計した緑色のスクエアは、多目的機能を備えて造成されている。マンションの住民らが遊び場から自宅の庭まで必要とする庭園を、草花、建築と公園のエリアからスポーツを享受するためのスペースとして、彼は人々のための公園「フォルクスパルク」というアイデアを追求し続けた。 
第二次世界大戦後、サポートとなったコンラート・アデナウアーやハンブルクの都市プランナーのフリッツ・シューマッハーらと一緒に、ケルンで働き、ケルンの拡大から砦となっているリング、緑色ベルトとが相互作用するルドルフ-ワイルドパークやビクトリア-ルイーゼ-プラッツのベルリンシェーネベルクとバイエルン発展のため地区設計に従事した。

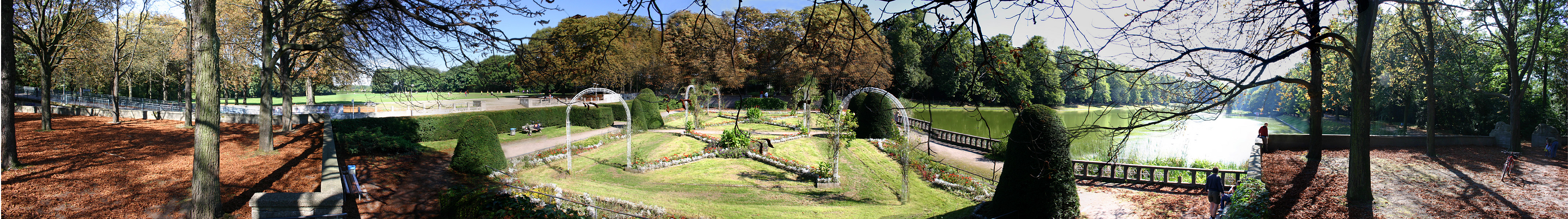
ケルンのブリュッヒャーパーク

1880年から1882年にポツダムにあった王立の庭師養成学校で学ぶ。修了後、1883年から1890年まで、エルフルト、チェスター（イングランド）とベルリンの個人農園で働いていた。
1890年から1903年にかけて、庭の芸術改革運動をしていた庭師学校で美術の教師として赴任した。このために教師としての功績から、1897年にロイヤルガーデンの監督官に任命され、1899年に王立園芸局長に就任。 
1902年にケルンに異動し、1926年後任が赴任するまで勤める。その間の1907年デュッセルドルフで家庭菜園イエナディーデリヒスを造り、1908年から1913年、庭の芸術のためのドイツ協会議長をつとめる。
ベルリンの農業大学から名誉博士号は1931年に授与されている。 
2001年、ポツダム通りフリッツエンケ道路は彼にちなんで命名された。
ケルンは、彼の主要な作品の一つRaderthalのフォルクスパルクをフリッツエンケパークの名前に変更する。